# Særslev (plaats)
Særslev is een plaats in de Deense regio Zuid-Denemarken, gemeente Nordfyn. De plaats telt 747 inwoners (2020).